# Bicester
Bicester est une ville dans l'Oxfordshire, en Angleterre. Elle se trouve à 18 kilomètres au nord-est d'Oxford et se prononce Bɪ-stə. Ce carrefour commercial historique a connu un des développements les plus rapides de l'Oxfordshire. Il a été favorisé par sa proximité avec l'autoroute M40 joignant Londres à Birmingham et Banbury. La ville est reliée à Oxford, Kidlington, Brackley, Buckingham, Aylesbury et Witney.

## Jumelages
Bicester est jumelé avec :
- Canton des Essarts (France) ;
- Czernichów (Pologne) ;
- Neunkirchen-Seelscheid (Allemagne).

## Histoire
L'Histoire de Bicester remonte à la période saxonne. Utilisé depuis le milieu du XVIIe siècle, le nom de « Bicester » dérive de formes plus anciennes : Berncestre, Burencestre, Burcester, Biciter et Bissiter (la carte de John Speed de 1610 donne quatre dénominations différentes et Miss G.H. Dannatt a trouvé 45 variantes entre le XVIIe et le XVIIIe siècle). Plusieurs théories ont été avancées pour sa signification : parmi celles-ci « of Beorna » (nom propre) ; « Le fort des guerriers » ; ou littéralement du latin Bi-castrae, qui signifierait « Les deux forts ». Les ruines de la colonie romaine d'Alchester se trouvent à 3 kilomètres au sud-ouest de la ville et les restes d'un prieuré augustin, bâti en 1180, subsistent encore au centre-ville.
Les West Saxons, une des tribus saxonnes, ont établi une colonie au VIe siècle à ce croisement d'une série de routes antiques. L'itinéraire romain nord-sud, connu sous le nom de route de Stratton (Audley), et allant de Dorchester à Towcester, passait par King's End. L’Akeman Street, une route romaine sur l'axe est-ouest, de Cirencester à Saint-Albans se trouve à environ 3 kilomètres au sud, près de la forteresse romaine et de la ville d'Alchester.
La première référence documentée à la ville se trouve dans le Domesday Book datant de 1086 où on l'enregistre sous le nom « Berencestra », il s'agissait de deux manoirs, celui de Bicester et celui de Wretchwick, tenus par Robert d'Oily qui fit bâtir le château d'Oxford. La ville s'est établie en deux parties qui se faisaient face sur les rives opposées de la rivière Bure, un affluent de la Ray, de la Cherwell et finalement de la Tamise.
Les premières chartes ont favorisé le développement de Bicester en tant que ville commerçante, avec un marché et une foire établis au milieu du XIIIe siècle. À cette époque, deux manoirs sont encore mentionnés, Bury End et Nuns Place (la place des nonnes), connus ensuite sous le nom de Market End et de King'End.
Le seigneur du manoir de Market End était le comte de Derby qui en 1597 a concédé à 31 locataires un bail de 9 999 ans, ce qui a eu pour effet de donner les droits féodaux aux locataires, « au profit de ces habitants ou à d'autres qui pourraient obtenir des parts du domaine par la suite ». Les locataires élisaient un bailli pour qu’il reçût les bénéfices du bailliage, principalement l'administration du marché et les redistribuât aux actionnaires. Du fait de ce titre de bailli le lieu fut connu sous le nom de Bailliage de Market End à Bicester. En 1752, tous les originaux des baux se trouvaient entre les mains de dix hommes, qui louaient le bailliage du marché à deux négociants locaux.
Un incendie en 1724 détruit les bâtiments du côté est de Water Lane (ruelle de l'eau). Une congrégation « non conformiste » (n'appartenant pas à l'Église anglicane) put acquérir un emplacement qui avait autrefois été l'extrémité d'une longue parcelle de terrain occupée à l'autre bout par le King's Arms. Leur chapelle construite en 1728 était « entourée par un cimetière ornementé d'arbres ». À l'extrémité est en descendant la Water Lane (ruelle de l'Eau), il y avait des problèmes de pollution dus au fumier animal, conséquence du trafic important vers Londres.
King's End a connu une baisse substantielle de population et l'animation commerciale s'est déplacée sur l'autre rive de la Bure. Les seigneurs féodaux, les Cokers, vivaient dans le manoir depuis 1584. Le Manoir a été reconstruit au début du XVIIIe siècle et transformé dans les années 1780. Le parc fut élargi et clos par un mur après 1753 quand un rangée de bâtiments sur le côté nord de King's End Green fut démolie par Coker.
Un agrandissement à l'ouest du parc a atteint la route suivant l'itinéraire romain. Celui-ci a été recouvert en partie par un pré appartenant à Cocker en 1753. L'agrandissement du parc a eu pour effet de détourner le trafic à l'auberge du Renard (Fox Inn) par King's End, traversant la place du Marché et la Sheep Street (rue des moutons) avant de rejoindre au nord la route romaine de Crockwell.
Les deux bourgs de King's End et de Market End ont évolué distinctement. Les auberges, les magasins et les maisons de standing se sont regroupés autour de la place triangulaire du marché pendant que l'activité commerciale était de plus en plus concentrée dans Market End. Le Conseil du bailliage a favorisé un marché beaucoup moins réglementé que dans les autres villes. Éloignée du Marché, la Sheep Street (rue des Moutons) était considérée comme « très respectable » mais à son extrémité nord à Crockwell était habitée par les habitants les plus pauvres dans des bâtiments de mauvaise qualité et surpeuplés.
En 1800, la chaussée a connu un développement dense, formant des façades continues sur les deux côtés. Les cours d'eau partiellement enterrés ont fourni une possibilité de drainage, et beaucoup de maisons ont ainsi pu écouler leurs eaux usées dans les canaux. En aval, la Bure coulait parallèlement à la ruelle de l'eau (Water Lane), puis la route principale hors de la ville continuait vers Londres.
Les terrasses des maisons étaient construites sur le cours d'eau, et trop d'entre elles tiraient aussi profit de cette situation pour l'évacuation des eaux d'égout, avec des sanitaires en dehors des maisons au-dessus du cours d'eau. Les maisons en ville prenaient leur eau dans des puits creusés dans le substrat qui devinrent de plus en plus pollués par l'infiltration à travers le lit de la Bure.
Jusqu'au début du XIXe siècle, la route de la place du Marché à King's End conduisait à un gué sur la Bure et sur une route étroite à travers la vallée marécageuse. Cette route est devenue le centre du développement à la fin du XVIIIe siècle, tandis que des déchets et les débris étaient vidés de chaque côté de la route pour bâtir des plates-formes de bâtiments. Et les cours d'eau ont été canalisés pendant la construction.
(Traduction article en anglais)

## Relations avec l'armée
La ville a un lien très fort avec l'armée. Ward Lock & Co's dans son « Guide d'Oxford et de son District » suggère qu'Alchester ait été une sorte d'Aldershot) romain (ville des Hampshire qui abrite une grande base d'entraînement militaire de l'armée britannique). Pendant la guerre civile (1642-1649), Bicester était le quartier général des forces parlementaires. Au cours des guerres françaises de 1793, John Coker, seigneur du Manoir de King's End à Bicester, a formé une « Association pour la protection de la propriété privée contre les niveleurs et les Jacobins » comme une bande loyaliste formée en milice de volontaires locaux pour l'armée. Lorsque l'Université d'Oxford a formé un régiment en 1798, John Coker y a été élu colonel.
La milice de Coker à Bicester était composée de soixante hommes et six sous-officiers et emmenée par le capitaine Henry Walford. La milice a été dissoute en 1801 après le Traité d'Amiens. Mais quand les hostilités ont repris en 1804 avec le risque d'invasion grandissant, la milice locale a été reformée en tant que Compagnie indépendante d'Infanterie de Bicester. Elle a doublé pour assurer la défense en cas d'invasion ou d'insurrection Jacobine. La Compagnie de Bicester était commandée par un capitaine, avec 2 lieutenants, un enseigne, 6 sergents, 6 caporaux et 120 soldats. Leur formation et leur endurance étaient telles qu'elles étaient `considérée comme capables de se joindre à l'Infanterie de Ligne. La seule action enregistrée pour eux a eu lieu en 1806 au XXIe anniversaire de Sir Gregory O'Page Turner quand ils ont exécuté un feu de joie de feu avant d'aller festoyer dans une des principales auberges de la ville.
Pendant la Première Guerre Mondiale, un terrain d'aviation est établi au Nord de la ville pour le Royal Flying Corps (Corps de l'Aviation Royale). Il est devenu une station de la Royal Air Force (RAF), mais aujourd'hui il est devenu l'aérodrome de Bicester. La maison du Windrushers Gliding Club, qui avait été absorbée par le club militaire de saut basé là, a réapparu en 2004 lorsque le club militaire a quitté le terrain d'aviation.
Le plus grand dépôt d'artillerie de l'armée britannique (le dépôt d'artillerie central des corps logistiques royaux) est situé à l'extérieur de la ville. Le dépôt a son propre système ferroviaire interne, le chemin de fer militaire de Bicester.

## Économie
- Bicester Heritage est un campus d'affaires du Royaume-Uni situé au nord de Bicester. C'est le premier et seul pôle dédié à l'excellence de l'automobile historique et de l'aviation historique dans le pays. C'est également un centre national établi pour l'industrie. Ce campus, qui se veut l’avenir de l’automobile de collection, est installé sur la base de bombardiers de la RAF de la Seconde guerre mondiale la mieux préservée du royaume[5],[6].